# Бялыницкий-Бируля, Андрей Симплицианович
Андрей Симплицианович Бялыницкий-Бируля (1825—1916) — русский метеоролог.

## Биография
Родился 22 августа (3 сентября) 1825 года в имении Бабки Оршанского уезда Могилёвской губернии в семье белоруса — военного, Симплициана Бялыницкого-Бирули, который принимал участие в морских сражениях под командованием адмирала Фёдора Фёдоровича Ушакова и в сражениях с Наполеоном.
Сначала Андрей Бялыницкий-Бируля учился дома, затем — в 3-й Санкт-Петербургской гимназии, которую окончил первым по списку и был отмечен серебряной медалью. В 1845 году Бялыницкий-Бируля поступил на естественное отделение физико-математического факультета Санкт-Петербургского университета. В 1849 году за выпускное кандидатское сочинение по геологии он получил серебряную медаль. 
Начал работать членом Витебского Губернского по крестьянским делам Присутствия, а с 1863 года был избран членом Витебского статистического комитета. В 1853 году Андрей Симплицианович Бялыницкий-Бируля унаследовал после смерти дяди имение Новое Королёво, в 18 верстах от Витебска. Здесь он оборудовал метеорологическую площадку и с января 1964 года стал проводить регулярные наблюдения за температурой и давлением воздуха. С 17 сентября 1865 года он начал готовить таблицы метеорологических сведений и еженедельно пересылал их через Еремичскую почтовую станцию в Витебск, где они печатались в «Витебских губернских новостях», а также передавались в Санкт-Петербург — в Департамент Министерства внутренних дел и редакцию «Северной почты». В дальнейшем Бялыницкий-Бируля стал проводить наблюдения по программам и заданиям Главной геофизической обсерватории. За многолетний безукоризненный труд в производстве метеорологических наблюдений академия наук в 1891 году присвоила Бялыницкому-Бирули почётное звание корреспондента ГФО. В 1894 году для метеостанции был построен специальный павильон с башней и с 1 июля 1895 года станция пополнилась комплектом новых инструментов, приобретённых Бялыницким–Бирулей за свой счёт. Здесь, помимо традиционных метеорологических, производились и специальные магнитные наблюдения; признанный специалист в этой области, Владимир Христофорович Дубинский, признал, что «как по качеству и установке инструментов, так и по достоинству её наблюдений станция должна быть причислена к лучшим станциям сети». 
В 1898 году Императорское географическое общество наградило А. С. Бялыницкого-Бирулю за проведение серии наблюдений за росой серебряной медалью. В сентябре 1901 года станцию посетил известный конструктор метеорологических приборов С. И. Савинов.
А. С. Бялыницкий-Бируля был первым кто обратил внимание на влияние города на микроклимат; проводя параллельные наблюдения  в Новом Королёве и Витебске он пришёл к выводу о необходимости выноса опорных метеорологических станций за пределы больших городов, чтобы определять естественные параметры атмосферы, не искажённые антропологическим влиянием. Эти выводы были озвучены им в докладе 14 января 1909 года на Втором метеорологическом съезде России. В этом же году он передал всё оборудование метеостанции, здание и одну десятину земли в собственность ГФО. В 1911 году станция Новое Королёво получила статус опорной станции Главной геофизической обсерватории. Станция прекратила работу в июне 1941 года в связи с оккупацией территории немецкими войсками и после войны восстановлена не была.
Умер в ноябре 1916 года.

## Семья
Имел 4 сыновей и 5 дочерей. Двое старших сыновей стали военными. Сын Алексей стал известным зоологом; сын Борис — юрист по образованию, был городским судьёй в Витебске и внештатным членом Витебского епархиального управления; в июле 1917 года был избран делегатом от мирян Полоцкой епархии на Поместный собор Православной российской церкви; состоял членом белорусского Национального союза и был расстрелян осенью 1918 года — в ответ на убийство Урицкого. 